# Microtome recticisa
Microtome recticisa là một loài bướm đêm trong họ Geometridae.